# UNAMOS (Unión Democrática Renovadora)
Unión Democrática Renovadora - UNAMOS, anteriormente "Movimiento Renovador Sandinista" (MRS), es un partido político nicaragüense fundado el 21 de mayo de 1995. En 2016 se integró en la Alianza Progresista.
En la IX Convención Nacional, de carácter extraordinario, del Movimiento Renovador Sandinista celebrada en enero de 2021 se acordó el cambio de denominación del partido adoptando el nombre de Unión Democrática Renovadora - UNAMOS. La nueva entidad del partido se  define como "un partido democrático, renovador y progresista, que se inspira el legado de las mujeres y hombres que con sus obras, su vida y sus luchas han engrandecido la Patria, han defendido su soberanía y su decoro, la democracia, las libertades públicas y los derechos humanos de cada nicaragüense". 
Su organización juvenil es Juventud Renovadora.

## Historia
El FSLN derrocó la dictadura de Anastasio Somoza Debayle en 1979 y gobernó Nicaragua hasta 1990. Tras la derrota electoral del FSLN de este último año surgieron conflictos internos y el campo intelectual de izquierda, en particular, criticó al líder del partido y expresidente Daniel Ortega. Miembros destacados como la escritora Gioconda Belli y el teólogo de la liberación Ernesto Cardenal salieron del partido. 
En 1994, 32 de los 39 diputados del FSLN abandonaron el partido y crearon el Movimiento Renovador Sandinista.  
El 21 de mayo de 1995, en ocasión del centenario del nacimiento de Augusto César Sandino (1895), se realizó la convención constitutiva del Movimiento Renovador Sandinista, en la que se aprobaron los documentos fundacionales. Sergio Ramírez, escritor, exvicepresidente y compañero de armas de Ortega, también le dio la espalda al FSLN y se convirtió en la figura central del recién fundado MRS.
Al partido escindido se unieron la mayoría de los dirigentes sandinistas, la mayoría de los exministros del gobierno revolucionario y gran parte de los parlamentarios del FSLN  y personajes tan destacados como el músico y compositor Carlos Mejía Godoy. 
El nuevo partido abandonó el antiimperialismo y la naturaleza vanguardista del movimiento, adoptando puntos de vista socialdemócratas.
En 1996 participó en las elecciones nacionales con Sergio Ramírez como candidato a presidente.
Ramírez ahora critica muy duramente a Ortega, lo considera parte del poder establecido corrupto y lo declara el mayor problema del movimiento sandinista. 
Sin embargo, el MRS no pudo convertirse en una alternativa popular al FSLN, también porque Ramírez finalmente se retiró de la política en 1996. Además, los intelectuales sandinistas de izquierda que apoyaban al MRS eran un grupo bastante pequeño; la población común seguía sintiéndose representada por el FSLN. En las elecciones presidenciales de 2001 el MRS se alió con el FSLN, pero no pudo prevalecer. Sin embargo, logró ganar elecciones en la mayoría de las ciudades nicaragüenses, incluida Managua.
En 2001 fue parte de la Alianza Convergencia Nacional y participó en ella en las elecciones presidenciales del mismo año.
En las elecciones presidenciales y parlamentarias del año 2006, encabezó la Alianza MRS, liderada por el Herty Lewites. En plena campaña electoral, el 2 de julio, falleció Lewites. Ante ello, Edmundo Jarquín pasó a ser el candidato a la presidencia.
En 2008 el MRS perdió su personalidad jurídica por una resolución del tribunal electoral, que juzgó que no cumplía los requisitos legales. 
En las elecciones nacionales del año 2011, el MRS participó en la coalición electoral Alianza PLI, obteniendo dos diputados propietarios y tres diputadas suplentes en la Asamblea Nacional; un diputado propietario y uno suplente en el Parlamento Centroamericano.
En octubre del 2016 se constituyó el Frente Amplio por la Democracia (FAD), alianza en la que participa el MRS y diversas organizaciones políticas y movimientos sociales, que tienen como propósito el establecimiento de la democracia en Nicaragua, mediante la movilización cívica de la ciudadanía.
En octubre del  2018 el MRS  junto con diversas organizaciones políticas y sociales, conformaron la Unidad Nacional Azul y Blanco (UNAB), una amplia coalición opositora al gobierno de Daniel Ortega, que aglutina a más de cien organizaciones  políticas y movimientos sociales.
En 2021 cambió su nombre a Unión Democrática Renovadora - Unamos.
Fueron arrestadas, encarceladas y condenadas a prisión en El Chipote, tanto su presidenta en ese momento, Suyen Barahona a 8 años de cárcel como la presidenta entre 2016-2019, Ana Margarita Vijil a 10 años de prisión. También fueron arrestados, encarcelados y condenados a prisión la fundadora del partido, comandante guerrillera Dora María Téllez, el general retirado y vicepresidente de Unamos, Hugo Torres, los miembros de su Comisión Ejecutiva, Víctor Hugo Tinoco y Tamara Dávila Rivas.
Tamara Dávila, Suyen Barahona, Dora María Téllez y Ana Margarita Vijil fueron sometidas a confinamiento en solitario durante los veinte meses que duró su prisión.   Hugo Torres, falleció en la cárcel en condiciones que permanecen sin aclararse. 
Fueron desterrados, en febrero de 2023,  junto a un grupo de 222 presas y presos políticos de la dictadura de los Ortega Murillo. Además se les despojó de su nacionalidad y fueron confiscados sus bienes. El gobierno de España les concedió la ciudadanía para que no quedaran en situación de apátridas.

## Presidencia

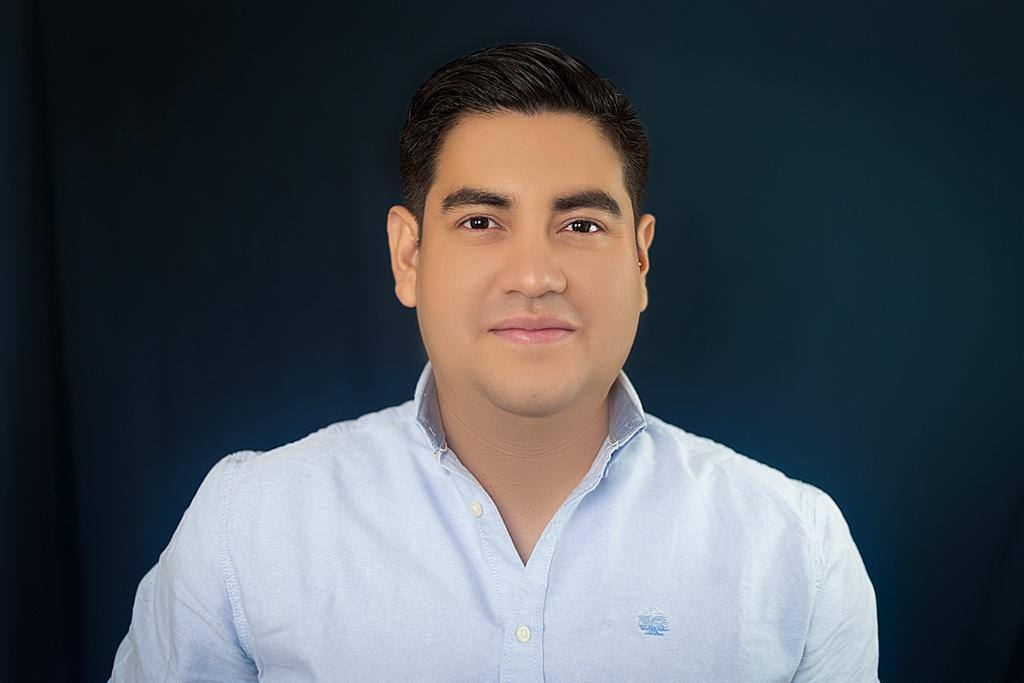
Luis Blandón, presidente de Unamos

El 18 de noviembre del 2017 se realizó la VIII Convención Nacional del MRS. En ella, Suyen Barahona fue elegida presidenta y Hugo Torres Jiménez vicepresidente.
En noviembre de 2023 se realizó la X Convención Nacional en la que fue electo Luis Alfredo Blandón como presidente y Dulce María Porras como vicepresidenta.

### Presidentes
| Presidente           | Período   |
| -------------------- | --------- |
| Sergio Ramírez       | 1995-1998 |
| Dora María Téllez    | 1998-2007 |
| Enrique Sáenz        | 2007-2012 |
| Ana Margarita Vijil  | 2012-2017 |
| Suyen Barahona C.    | 2017-2023 |
| Luis Alfredo Blandón | 2023-2025 |